# 플레이오네 (항성)
좌표:  03h 49m 11.2161s, +24° 08′ 12.163″
플레이오네 또는 황소자리 28, 황소자리 BU는 지구로부터 황소자리 방향으로 약 390 광년 떨어져 있는 쌍성이다. 이 별은 플레이아데스성단의 구성원이다. 플레이오네는 뜨겁고 밝은(태양의 190배 광도) B형 항성이지만 밤하늘에서 아틀라스와 가까이 붙어 있기 때문에 맨눈으로 두 별을 분리하여 인식하기 힘들다. 아케르나르보다 빠르게 자전하고 있으며 그 속도는 항성이 유지될 수 없는 한계치에 가깝다.
플레이오네는 맨눈으로는 하나의 별처럼 보이지만 두 별로 이루어진 쌍성계이다. 밝은 쪽인 플레이오네 A는 주기적으로 밝기가 변하며 주변에 각도가 서로 다른 가스 원반 두 개가 있는데 이로써 전형적인 비이형 별로 분류할 수 있다. 어두운 짝별은 주인별에 비해 잘 알려지지 않았다. 플레이오네는 플레이아데스성단에서 타이게타에 이어 일곱 번째로 밝다.

## 관측

황소자리에서 플레이아데스성단의 위치.(그림 오른쪽 위)

이 별의 밝기는 UBV 측광 시스템의 실시역(V) 값으로 +5.05이다. 이 정도 밝기는 맨눈으로 보기 힘들며, 3.7배 더 밝은 아틀라스가 5분초각 이내 거리에 있어서 상대적으로 식별해 내기가 더 힘들다. 매년 10월 이른 아침 태양이 뜨기 전 플레이오네가 성단의 다른 별들과 함께 동쪽 하늘에 떠오르는 것을 볼 수 있다. 해가 진 뒤에 관측하려면 12월까지 기다려야 한다. 2월 중순까지 플레이오네를 포함한 성단은 남위 66도 아래를 제외한 지구 전 영역에서 보이므로 인류가 거주하는 모든 영역에서 사실상 관측할 수 있는 셈이다. 예를 들어 아프리카 대륙 최남단에 있는 남아프리카 공화국 남단 도시 케이프타운에서도 플레이아데스는 지평선으로부터 약 32도 위로 떠오른다. 플레이오네의 적위는 대략 +24도로 북위 66도 이상 북반구에서 주극성으로 보인다. 4월 말에는 서쪽 지평선 부근 해가 진 직후 보이다가 근처 다른 별과 함께 진다.
플레이오네는 UBV 측광계의 실시역(V) 밝기가 4.8에서 5.5까지 요동치는데 이 때문에 카시오페이아자리 감마형 변광성으로 분류된다. 변광성 명칭으로는 황소자리 BU로 표기한다. SIMBAD 천체 데이터베이스에는 분광형을 B8IVev로 표기하고 있는데 최근 다수 천문학자들의 연구결과 나온 분광형은 B8IVpe로 약간 다르다. 분광형 뒤에 붙은 "ev"는 '분광 방출량이 강해졌다가 약해지는 것을 반복함'을 뜻하며 "pe"는 '특이성을 보이는 방출선들'을 의미한다. 플레이오네의 pe 방출선은 항성 주위 별주위 원반 때문에 생기는 것으로 이 원반을 이루는 물질은 별로부터 뿜어져 나온 것이다.
플레이아데스성단과 지구 사이 거리에 대해 논란이 있는데, 그 구성원인 플레이오네도 이 논쟁을 피할 수 없었다. 논란의 원인은 거리를 재는 방법 때문인데 시차를 이용한 측정법이 가장 보편적이지만 측광학적·분광학적 관측법도 중요한 위치를 차지하고 있다. 히파르코스 위성을 쏘아올리기 전 플레이아데스와 지구 사이 예상거리는 약 440 광년(135 파섹)이었다. 그러나 히파르코스 자료로 1997년 출판된 목록에 따르면 그 값은 훨씬 줄어들어 약 388 ± 3.2 광년(119 ± 1.0 파섹)이었고 이 차이는 천문학자들 사이에 격렬한 논쟁이 일어나게 만들었다. 일부 천문학자들 주장처럼 만약 히파르코스의 측정값이 정확하다면 플레이아데스 성단 내 별들은 태양과 같은 보편적인 주계열 모형보다 어두워지며 이는 항성 구조 이론의 기초적 개념을 흔들게 된다. 2004년 허블 우주 망원경이 파인 가이던스 센서로 찍은 간섭계 측정값을 칼테크와 나사 제트추진연구소가 합동연구한 결과에 따르면 거리는 원래 알고 있던 440 광년이 맞다고 한다. 그런데 2009년 연구결과에 따르면 시차는 8.32 ± 0.13 밀리초각으로(이 오차범위는 매우 작은 값이다.) 거리로 환산하면 392.0 ± 6.0 광년(120.2 ± 6.0 파섹)으로 앞의 두 값과는 또 다르나 히파르코스에 보다 근접한 자료이다. 이 거리 논란은 2012년 말 발사한 가이아 계획의 관측 결과로 정리될 것으로 보인다.

## 물리적 특징
비이형 별에 대해 연구한 초기 천문학자들 중 한 명인 오토 슈트루페는 1942년 플레이오네에 대해 다음과 같이 말했다. "플레이아데스성단에서 가장 흥미로운 구성원이다." 성단에 있는 다른 많은 별과 마찬가지로 플레이오네는 청백색의 B형 주계열성으로 표면 온도는 약 12,000 켈빈이다. 복사 광도는 별까지의 거리를 대략 120 파섹이라고 가정할 경우 190 L☉이다. 플레이오네는 플레이아데스 성단에 있는 밝은 별들과 비교하면 매우 작고 어두운 편으로 반지름은 태양의 3.2배, 질량은 3.4배 정도이다. 바로 옆에 보이는 알키오네는 반지름이 태양의 10배, 광도는 태양의 2,400배로 플레이오네보다 부피는 31배 더 크며, 13배 더 밝다.

### 비이형 별

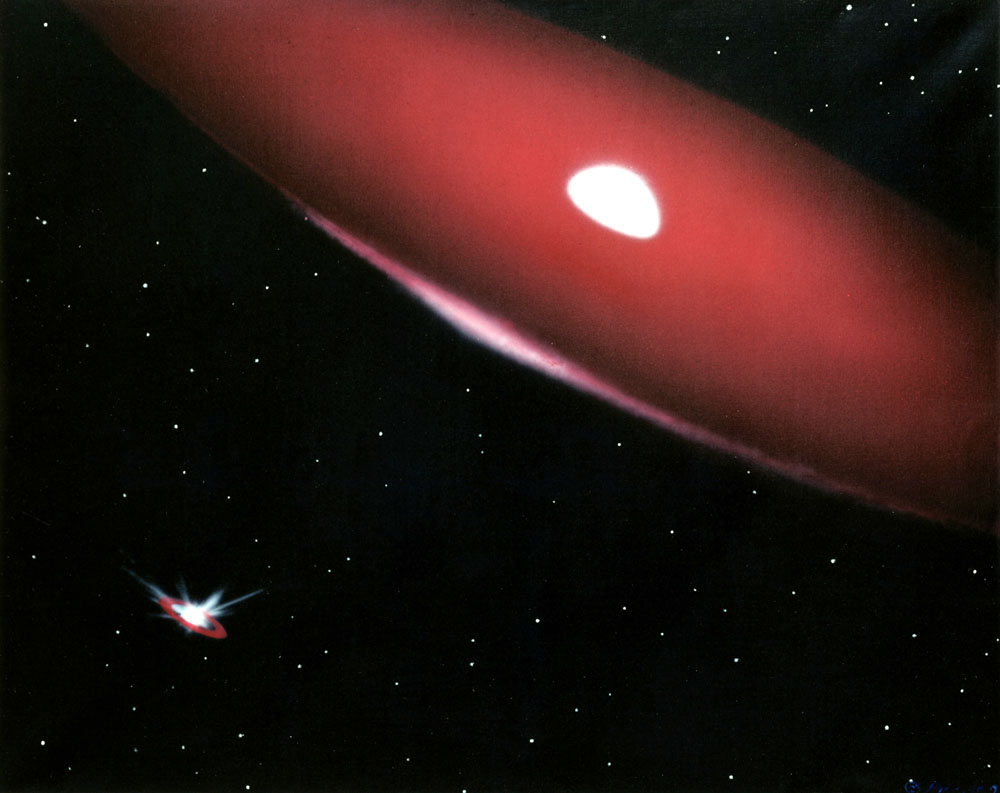
천체 예술가가 페르세우스자리 피 항성계를 상상하여 표현한 작품. 페르세우스자리 피나 플레이오네같이 전형적인 비이형 별 주위에는 별이 빠르게 회전하여 뿜어낸 가스가 적도면을 따라 원반 구조를 형성하고 있다.

플레이오네는 전형적인 비이형 별로 '활발하고 뜨거운 항성'으로 종종 언급된다. 고전적인 비이형 별은 주계열과 비슷하면서 'e' 기호가 붙어 있는데 이는 스펙트럼에 일반 별들에서 흔하게 나타나는 흡수선 대신 방출선(emission line)이 나타난다는 뜻이다. 방출선은 보통 그 별이 가스에 둘러싸여 있다는 증거이다. 비이형 별의 경우 이 가스는 주로 별주위 원반 형태로 존재하며 광구가 아니라 별주위 원반에서 전자기 복사가 나온다. 비이형 별의 별주위 구조는 기하학 또는 운동학적으로 볼 때 '케플러 원반'으로 볼 수 있는데 원반이 형태를 유지하는 원동력이 가스압력이나 복사압력이 아니라 '회전'이기 때문이다. 원반 물질은 별 주위를 회전하기 때문에 별 표면으로 추락하지 않는다. 이 원반은 가끔 '발산 원반'(decretion disk)으로 불리기도 하는데, 이는 물질이 항성 표면으로 떨어지는 '강착 원반'과는 반대로 물질이 항성으로부터 빠져나와서 만들어진 것이다.
비이형 별은 초속 200 킬로미터 이상의 속도로 매우 빠르게 자전하면서 강력한 항성풍을 뿜고 질량을 빠르게 잃는데, 이상의 특징들이 별 주위에 가스 원반을 만드는 요인으로 보인다. 자전 속도가 빠른 대표적인 별로 아케르나르가 있는데 이 별은 적도 부분이 부풀어 있기 때문에 겉보기 밝기에 변화가 일어난다. 그러나 아케르나르의 자전 속도는 초당 251 킬로미터로 플레이오네의 초당 329 킬로미터에 비해 확연히 느리다. 자전 속도를 이용하여 플레이오네가 자전축을 따라 한 바퀴 회전하는 데 드는 시간을 계산하면 11.8 시간이 나온다.(아케르나르는 48.4 시간) 참고로 태양은 25.3일에 1회 자전한다. 플레이오네의 자전 속도는 아주 빨라서 B8V 분광형 주계열성의 분열 속도(항성이 형체를 유지하지 못하고 파괴되는 속도)인 초당 370~390 킬로미터에 가깝다. 또다른 대표적 비이형 별인 제단자리 알파의 자전 속도는 훨씬 더 빨라서 초당 470 킬로미터나 되며 이 역시 항성이 파괴되는 한계에 가까운 빠르기이다.
플레이오네가 다른 별에 비해 독특한 점은 이 별이 1. 평범한 B형 주계열성, 2. 비이형 별 3. 껍질별의 세 형태를 모두 보여준다는 것이다. 이는 비이형 별 주위에 둘린 가스 원반이 나타났다가 사라지고 이후 다시 생기는 과정을 거치기 때문일 것으로 추측하고 있다. 원반에 있는 물질은 항성의 중력 때문에 끌려들어가지만 만약 에너지를 충분히 가지고 있다면 항성풍의 형태로 우주로 탈출할 수 있다. 비이형 별 주위에 여러 개의 가스 고리 혹은 '발산 원반'이 형성되어 있는 경우가 종종 관측되는데 각 고리는 독립적으로 진화과정을 거치면서 복잡한 동역학 관계를 만들어낸다.
이렇게 복잡한 동역학적 작용 때문에 플레이오네는 35년을 1주기로 측광학적·분광학적 특징을 뚜렷하게 보여준다. 사실 지난 1세기 동안 플레이오네는 뚜렷한 외관상 변화를 보여 왔는데 구체적으로 1903년까지 비이형 별, 1905년부터 1936년까지 B형 주계열 단계, 1954년까지 B형 껍질별 단계, 1972년까지 비이형 별이었다. 그러다가 1972년에 비이형-껍질별 단계로 돌입했으며 이후 스펙트럼상 다수의 흡수선이 생겨났다. 동시에 밝기가 1971년을 기점으로 어두워지기 시작했다. 1973년 말 광도가 하한점을 찍은 후 다시 서서히 밝아졌다. 1989년 플레이오네는 비이형 별 단계로 접어들었고 2005년 여름까지 이 상태를 유지했다.
이상의 위상 변화를 일으킨 원반구조 중 가장 젊은 것은 1972년 생겨났다. 그런데 특기할 점은 플레이오네를 장기적으로 편광 관측한 결과 기존의 편광각이 바뀌었는데, 이것은 별주위 원반의 회전축이 공간상으로 이동했다는 직접적인 증거가 된다. 플레이오네는 비교적 가까운 거리에 짝별을 하나 두고 있는데 편광각상 변화는 이 짝별이 별주위 원반을 흔들어서 일어난 것이다. 이 세차 주기는 대략 81년이다.
2005년부터 2007년까지 플레이오네를 측광학·분광학적으로 관측한 결과 별 적도 근처에 새로운 원반이 생겨났다. 이를 '이중 원반 현상'으로 일컫는데 기존 원반과 새로운 원반이 서로 각도가 다름을 뜻하는 것이다. 새로 만들어진 원반의 경사각은 60도인데 기존 원반 각도는 약 30도이다. 이렇게 서로 어긋나게 배치된 이중 원반 구조는 기존의 비이형 별들로부터 관측된바 없는 특이한 현상이다. 따라서 플레이오네는 새로운 원반 구조가 생겨나는 과정과 기존 구조와의 상호작용을 관측할 수 있는 보기드문 기회를 천문학자들에게 마련해 주고 있다.

## 항성계
플레이오네는 궤도 전체가 완전분석 되지는 않았지만 반점 쌍성(spekcle binary)으로 분류된다. 1996년 일본·프랑스 천문학자들은 플레이오네가 단선(single-lined) 분광쌍성으로 공전주기 218일에 궤도이심률은 0.6임을 알아냈다. 워싱턴 이중성 목록에는 플레이오네 구성원 둘 사이의 각거리를 0.2 초각으로 기록하고 있는데 지구로부터의 거리를 391광년으로 가정하면 주인별과 짝별 사이는 약 24 천문단위 떨어져 있다.

## 문화 속 플레이오네

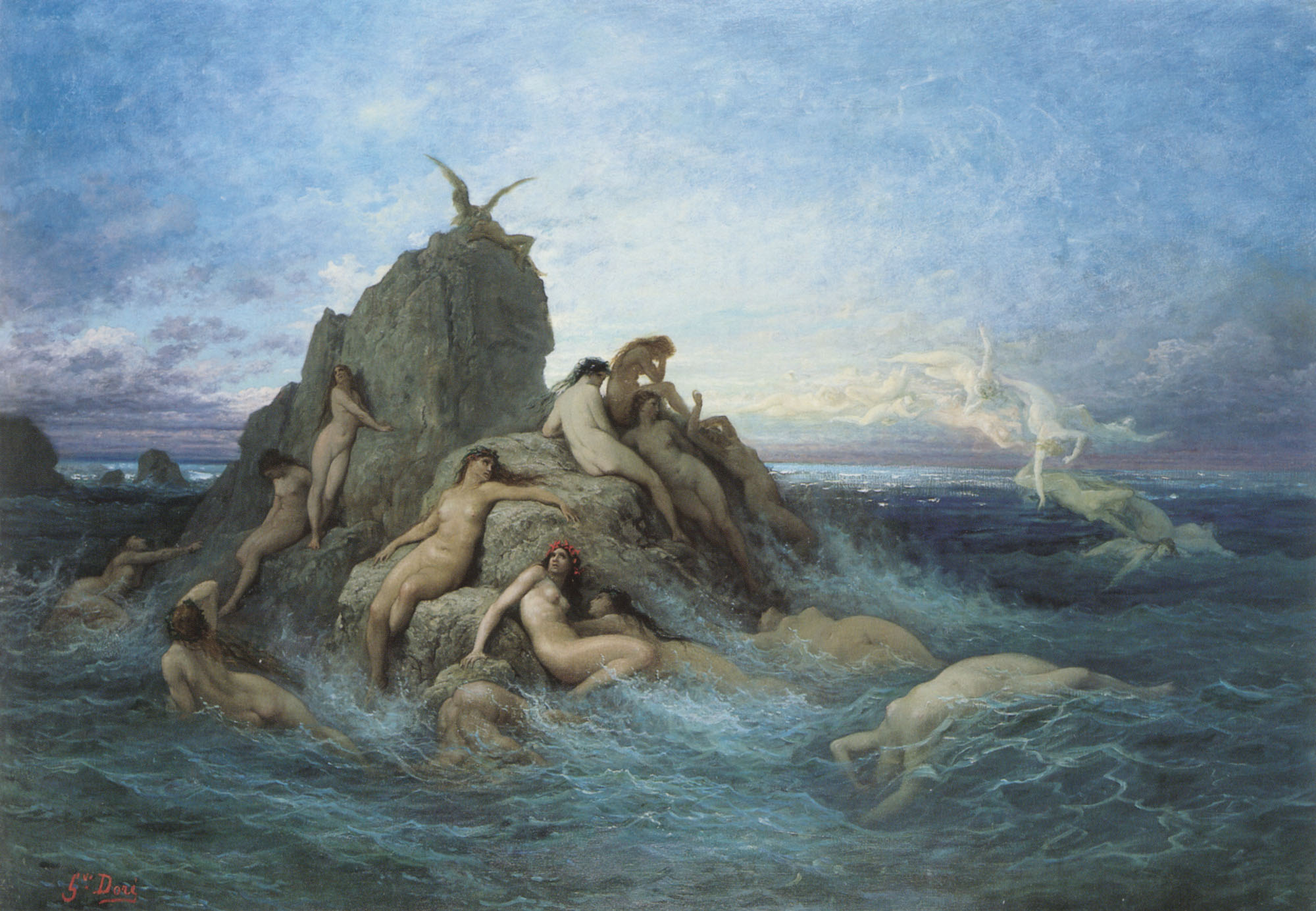
플레이오네를 오케아니스 님프로 묘사한 그림. 프랑스 화가 귀스타브 도레 작품.

### 신화
그리스 신화에서 플레이오네는 그리스 킬레네 산에 사는 오케아니스 중 한 명으로 나온다. 오케아니스는 티탄족 오케아노스와 테튀스 사이에서 태어난 3,000명의 딸들이다. 그리스 신화에 나오는 님프는 자연물의 정령으로 이 중 오케아니스는 바다의 정령이다. 오케아니스는 하급 신임에도 자연계의 수호자로 크게 존경받았다. 이들은 각자 바다, 강, 호수, 시냇물, 구름 등 물로 이루어진 것들을 보호하고 그 활동을 관리했다. 이들 중 플레이오네는 바다의 님프이자 아틀라스의 아내이자 휘아스, 휘아데스, 플레이아데스의 어머니였다.

### 어원
플레이아데스 성단 구성원에 이름을 붙일 때 성단 동쪽의 밝은 두 별에는 아틀라스와 플레이오네 이름이 붙었고 나머지 밝은 일곱 별에는 그리스 신화의 플레이아데스 일곱 딸들의 이름이 붙었다. 성단 명칭 '플레이아데스'를 처음 쓴 사람은 가이우스 발레리우스 플라쿠스였고, 지오바니 리치올리는 플레이오네를 '어머니 플레이오네(Mater Pleione)로 불렀다.
플레이오네와 플레이아데스 이름의 어원이 무엇인지에 대하여 몇 가지 학설이 있는데 가장 유력한 것은 두 이름 모두 그리스 단어 '항해하다'(πλεῖν, (pr. ple'-ō))에서 왔다는 설이다. 이 학설은 고대 그리스가 바다 친화적인 문화인데다 플레이오네가 신화 내 오케아니스 님프로 나온다는 점에서 그럴듯하다. 따라서 플레이오네는 '항해하는 여왕'으로, 그녀의 딸들은 '항해하는 자들'로 종종 언급된다. 또한 이 별들은 고대의 항해철에 하늘에 등장했다. 뱃사람들은 액운을 피하기 위해 플레이아데스가 밤하늘에 나타날 때에만 배를 몰았다.
또 다른 어원설로 그리스어로 '풍부함', '더', '가득 참'을 뜻하는 Πλειόνη에서 왔다는 설이 있다. 이 뜻은 구약성서 단어 키마(Kīmāh), 플레이아데스의 아랍어 단어 '알 투라야'와 같다.
마지막으로 고대 그리스어로 '비둘기 떼'라는 의미의 '플레이아데스'(Πελειάδες)에서 왔다는 설이 있는데, 이는 제우스가 오케아노스의 딸들을 비둘기로 바꿨고 이를 오리온이 밤하늘을 가로지르면서 따라다닌다는 그리스 신화에 착안한 것이다.

## 같이 보기
- 항성 목록

### 내용주
1. ↑  아틀라스와 플레이오네의 밝기 비율은 두 별의 실시 등급을 절대 등급 공식에 대입하여 얻을 수 있다. 아틀라스의 실시등급({\displaystyle {m_{A}}})은 3.62, 플레이오네({\displaystyle {m_{P}}})는 5.05이다. 두 별의 밝기 비율은 다음과 같다.
{\displaystyle {\frac {m_{A}}{m_{P}}}=2.512^{(5.05-3.62)}=3.73}
2. ↑  알키오네의 부피(VA)가 플레이오네(VP)의 몇 배인지를 구하려면 두 별의 구체 부피를 이용하면 된다. 태양의 부피를 1로 가정하면 알키오네와 플레이오네의 부피는 다음과 같이 나온다.

VA ≈ 4⁄3π × 103 ≈ 4,188.79 VSun
VP ≈ 4⁄3π × 3.23 ≈ 137.26 VSun

여기에서 알키오네의 부피는 플레이오네와 비교하면 4,188.79 ÷ 137.26 ≈ 30.52(또는 반올림해서 31)로 플레이오네의 약 31배이다.

플레이오네에 대비할 때 알키오네의 광도는 다음과 같다.

2,400L☉ ÷ 190L☉ = 12.63 (또는 반올림해서 13)으로 플레이오네의 약 13배이다.
3. ↑  아케르나르가 자전축을 따라 1회 도는 데 걸리는 시간(TA)과 플레이오네의 1 자전시간(TP)은 다음과 같다.
각 항성의 원주 길이를 초당 자전속도로 나누면 1회전 소요시간을 구할 수 있다. 태양의 반지름은 696,000 킬로미터로 가정하면 계산과정은 아래와 같다.

TA = 10 R☉ × 696,000 km × 2 × π ÷ 251 km/s ÷ 3,600 ≈ 48.4 시간
TP = 3.2 R☉ × 696,000 km × 2 × π ÷ 329 km/s ÷ 3,600 ≈ 11.8 시간

### 참조주
1. 1 2 3 4  
“SIMBAD query result: PLEIONE -- Be Star”. 《SIMBAD》. Centre de données astronomiques de Strasbourg. 2010년 6월 12일에 확인함.
2. 1 2 3 4  van Leeuwen, F. (2009). “Parallaxes and proper motions for 20 open clusters as based on the new Hipparcos catalogue”. 《Astronomy and Astrophysics》 497 (1): 209–242. arXiv:0902.1039. Bibcode:2009A&A...497..209V. doi:10.1051/0004-6361/200811382.의 6.3장에서 플레이아데스 성단 구성원들의 연주시차를 자세히 다루고 있다.
3. 1 2 3 4 5 6  
Kaler, J. B. “PLEIONE (28 Tauri)”. University of Illinois. 2010년 6월 11일에 확인함.
4. 1 2  
Hoffleit;  외. (1991). “Bright Star Catalogue”. 《VizieR》 5 Revis판. Centre de données astronomiques de Strasbourg. 2010년 9월 14일에 확인함.
5. 1 2  Hoffleit;  외. (1991). “Bright Star Catalogue”. 《VizieR》 5 Revis판. Centre de Données astronomiques de Strasbourg. 2010년 6월 20일에 확인함.
6. ↑  Getsova, I.;  외. (2002). “All About The Pleiades”. 《Catch a Star 2002》. European Southern Observatory. 2020년 10월 27일에 원본 문서에서 보존된 문서. 2010년 9월 15일에 확인함.
7. ↑  
Bakich, M. E. (2009년 4월 22일). “See Mercury, the Moon, and the Pleiades together in the night sky”. 《Astronomy》. 2010년 9월 14일에 확인함. Don't miss a stunning sight around 9 P.M. local daylight time April 26 when a crescent Moon joins Mercury and the Pleiades in the deepening twilight.
8. ↑  
“Hipparcos Input Catalogue, Version 2 (Turon+ 1993)”. 《VizieR》. Centre de Données astronomiques de Strasbourg. 2010년 6월 20일에 확인함.
9. 1 2  
McAlister, H. A.;  외. (1989). “ICCD speckle observations of binary stars. IV - Measurements during 1986-1988 from the Kitt Peak 4 M telescope”. 《Astronomical Journal》 97: 510–531. Bibcode:1989AJ.....97..510M. doi:10.1086/115001.
10. 1 2 3 4 5 6 7 8  
Tanaka, K.;  외. (2007). “Dramatic Spectral and Photometric Changes of Pleione (28 Tau) between 2005 November and 2007 April” (PDF). 《Publications of the Astronomical Society of Japan》 59 (4): L35–L39. Bibcode:2007PASJ...59L..35T. doi:10.1093/pasj/59.4.l35. 2010년 6월 13일에 확인함.
11. ↑  
Allen, J.; Boyd, P. (1997년 4월 15일). “Finding Stellar Distances”. 《Ask an Astrophysicist》. NASA. 2010년 9월 14일에 확인함. A straightforward summary of the different methods used by astronomers to measure stellar distances.
12. ↑  
Perryman, M. A. C.;  외. (1997). “The Hipparcos Catalogue”. 《Astronomy and Astrophysics Letters》 323: L49–L52. Bibcode:1997A&A...323L..49P. The original parallax figure from the Hipparcos Catalogue as shown in the SIMBAD astronomical database was 8.42 ± 0.86mas yielding a distance of about 119 ± 1.0pc or 388 ± 3.2ly
13. 1 2  
Weaver, D.; Soderblom, D. (2004년 6월 1일). “Hubble Refines Distance to Pleiades Star Cluster”. Hubblesite Newscenter. 2010년 9월 13일에 확인함.
14. ↑  
“Gaia overview”. European Space Agency. 2010년 5월 4일. 2010년 9월 14일에 확인함.
15. ↑  
Struve, O. (1943). “The Story of Pleione”. 《Popular Astronomy》 51: 233. Bibcode:1943PA.....51..233S.
16. 1 2 3  
Stee, P. “What is a Be star?”. 《Hot and Active Stars Research》. 2010년 6월 20일에 확인함.
17. ↑  
“Classical Be Stars”. 《Research in Astronomy & Astrophysics at Lehigh》. Lehigh University. 2010년 9월 16일에 확인함.
18. ↑  Plait, P. (2009년 8월 5일). “To B'e' or not to B'e'”. 《Bad Astronomy》. 2010년 7월 11일에 원본 문서에서 보존된 문서. 2010년 9월 20일에 확인함.
19. ↑  
Porter, J. M.; Rivinius, T. (2003). “Classical Be Stars”. 《Publications of the Astronomical Society of the Pacific》 115 (812): 1153–1170. Bibcode:2003PASP..115.1153P. doi:10.1086/378307.
20. 1 2  “Glasgow astronomers explain hot star disks”. SpaceRef. 2002년 11월 1일. 2013년 2월 2일에 원본 문서에서 보존된 문서. 2010년 6월 20일에 확인함.
21. ↑  Thizy, O. “Be Stars”. Shelyak Instruments. 2012년 6월 19일에 원본 문서에서 보존된 문서. 2010년 6월 20일에 확인함.
22. ↑  
“HR 20472”. 《Bright Star Catalogue, 5th Revised Ed. (Hoffleit+, 1991)》. VizieR, Centre de Données astronomiques de Strasbourg. 2010년 6월 20일에 확인함.
23. 1 2  
Hirata, Ryuko (1995). “Interpretation of the Long-Term Variation in Late-Type Active Be Stars”. 《Publications of the Astronomical Society of Japan》 47: 195–218. Bibcode:1995PASJ...47..195H.
24. ↑  
Getsova, I.;  외. (2006년 9월 20일). “To Be or Not to Be: Is It All About Spinning?”. European Southern Observatory. 2010년 9월 16일에 확인함.
25. 1 2 3 4  
Hirata, R. (2007). “Disk Precession in Pleione”. 《ASP Conference Series》 361: 267. Bibcode:2007ASPC..361..267H.
26. ↑  
Katahira, Jun-Ichi;  외. (1996). “Period Analysis of the Radial Velocity in PLEIONE”. 《Publications of the Astronomical Society of Japan》 48: 317–334. Bibcode:1996PASJ...48..317K. doi:10.1093/pasj/48.2.317.
27. ↑  
Mason, B. D.;  외. (1996). “Pleione”. Alcyone (Star Information Tool). 2010년 9월 21일에 확인함.
28. ↑  
Andrews, M. (2004). 《The Seven Sisters of the Pleiades - Stories from around the world》. Spinifex Press. ISBN 1-876756-45-4. 2010년 10월 7일에 확인함.
29. 1 2  
Smith, W. (1873). “Plei'one”. 《A dictionary of Greek and Roman biography and mythology》. John Murray. 2010년 6월 17일에 확인함.
30. ↑  
Athena, A. (2010년 7월 8일). “Nymphs”. 《Women in Greek Myths》. 2010년 10월 7일에 확인함.
31. 1 2  
Apollodorus (1921). “Book 3, Chapter 10, Section 1”. 《The Library》. Translated by Frazer, J. G. 2010년 6월 17일에 확인함.
32. 1 2 3  
Allen, R. H. (1963). “Star Names: Their Lore and Meaning”. Dover Publications. 408쪽. 2010년 6월 11일에 확인함.
33. ↑  Gibson, S. (2007년 4월 5일). “Pleiades Mythology”. National Astronomy and Ionosphere Center. 2021년 3월 26일에 원본 문서에서 보존된 문서. 2010년 6월 18일에 확인함.
34. ↑  
Hesiod (1914). 〈ll. 618-640〉. 《Works and Days》. Translated by Evelyn-White, H. G. The Internet Sacred Text Archive. ISBN 0-585-30250-2. 2010년 10월 13일에 확인함.